# Sumatra
Pour les articles homonymes, voir Sumatra (homonymie).
Sumatra est une île de l'Ouest indonésien située sur l'équateur. Son nom vient de Samudra, la capitale du sultanat de Pasai dans le nord de l'île (en langue malaise, samudera signifie « océan »). Avec ses 473 481 km2, elle est la sixième  plus grande île du monde, tout en étant légèrement supérieure à la Papouasie-Nouvelle-Guinée et à la Suède. En 2021, le recensement comptait 59 185 500 habitants.
Les principales langues parlées sont : aceh, batak, malais, minangkabau. La majorité des habitants sont musulmans, mais Sumatra compte aussi des protestants, catholiques, bouddhistes, hindouistes.
Sur un territoire qui s'étend des marais de la côte est de l'île jusqu'au piémont de la chaîne des Bukit Barisan vivent des populations dispersées en petits groupes qui se désignent elles-mêmes sous le nom d'Orang Darat, c'est-à-dire « peuples de la terre ». chasseurs-cueilleurs semi-nomades, ces populations cultivent le sagou et troquent des produits de la forêt contre du sel et des métaux fournis par leurs voisins paysans sédentaires, Batak, Minangkabau et Malais.

## Géographie
L'île de Sumatra fait partie de l'Insulinde. Elle est située en Asie du Sud-Est, au sud de la péninsule Malaise. C'est la 6e île du monde par sa taille, 7e si l'on considère l'Australie continentale comme une île et non plus comme un continent. L'île s'étend sur près de 1 800 km sur l'axe nord-ouest/sud-est et fait jusqu'à 435 km de large. Le long de la côte occidentale de l'île s'étend la chaîne volcanique des Bukit Barisan, dont le point culminant est le Kerinci (3 805 m) et qui contraste avec les plaines marécageuses de l'est.
Sumatra est séparée de l'île de Java par le détroit de la Sonde (mer de Java) et de la péninsule Malaise par le détroit de Malacca. Les terres de l'île sont très fertiles, notamment à cause de l'activité volcanique importante de la région. Sumatra est en effet située sur la ceinture de feu et a été frappée par de très violents séismes, comme celui de 2004. Sur la liste des vingt plus grands séismes (en magnitude), six ont un épicentre situé à Sumatra. La région a été également le siège d'une éruption massive : celle du lac Toba il y a 73 000 ans.
L'île a été en grande partie couverte par la forêt tropicale, mais l'activité économique et les constructions illégales menacent son existence.

## Divisions administratives
Sumatra est divisée en 10 provinces :
| Code BPS | Province             | Capitale       | Population | Superficie (en km²) | Localisation |
| -------- | -------------------- | -------------- | ---------- | ------------------- | ------------ |
| 11       | Aceh                 | Banda Aceh     | 5 515 839  | 57 956              |              |
| 12       | Sumatra du Nord      | Medan          | 15 471 582 | 72 981              |              |
| 13       | Sumatra occidental   | Padang         | 5 750 326  | 42 012              |              |
| 14       | Riau                 | Pekanbaru      | 6 861 237  | 87 024              |              |
| 15       | Jambi                | Jambi          | 3 760 275  | 50 058              |              |
| 16       | Sumatra du Sud       | Palembang      | 8 889 913  | 91 592              |              |
| 17       | Bengkulu             | Bengkulu       | 2 098 089  | 19 919              |              |
| 18       | Lampung              | Bandar Lampung | 9 051 459  | 34 632              |              |
| 19       | Îles Bangka Belitung | Pangkal Pinang | 1 521 723  | 16 424              |              |
| 21       | Îles Riau            | Tanjungpinang  | 2 178 610  | 8 256               |              |

## Histoire

### Préhistoire
De récentes études génétiques réalisées à partir de dents retrouvées dans la grotte de Lida Ajer à l'Ouest de Sumatra ont montré que des hommes anatomiquement modernes étaient présents à Sumatra entre - 73 000 et - 63 000 ans.
À partir du XXXe siècle av. J.-C., des habitants du littoral de la Chine du sud commencent à traverser le détroit pour s'installer à Taiwan. Vers 2 000 av. J.-C., des migrations ont lieu de Taiwan vers les Philippines. De nouvelles migrations commencent bientôt des Philippines vers Sulawesi et Timor et de là, les autres îles de l'archipel indonésien, dont Sumatra. Les Austronésiens sont sans doute les premiers grands navigateurs de l'histoire de l'humanité.

### Entrée dans l'histoire
Des fouilles effectuées dans l'embouchure du fleuve Musi, en aval de Palembang dans le sud de Sumatra, aux alentours de 2000 ont révélé l'existence de deux sites portuaires qui dateraient du Ier siècle apr. J.-C.
Il y a dans l'épopée indienne du Ramayana, écrite entre le IIIe siècle avant notre ère et le IIIe siècle après, le nom de Suvarnadvipa, « l'île de l'or », qui désigne probablement Sumatra car l'or était sans doute déjà exploité dans la région de Barus sur la côte ouest de l'île.
Les Jataka (recueil de contes bouddhistes composé entre le IIIe siècle avant notre ère et le IIIe siècle après) et la chronique ceylanaise du Mahavamsa (écrite au VIe siècle) parlent d'un pays du nom de Suvarnabhumi, qui signifie « terre de l'or » et désigne peut-être Sumatra ou Java.
Ptolémée (vers 90-168), un des précurseurs de la géographie moderne, mentionne dans son traité La géographie une Chersonèse d'Or ou « péninsule de l'or », dont il est pensé qu'elle désigne la péninsule Malaise ou Sumatra.

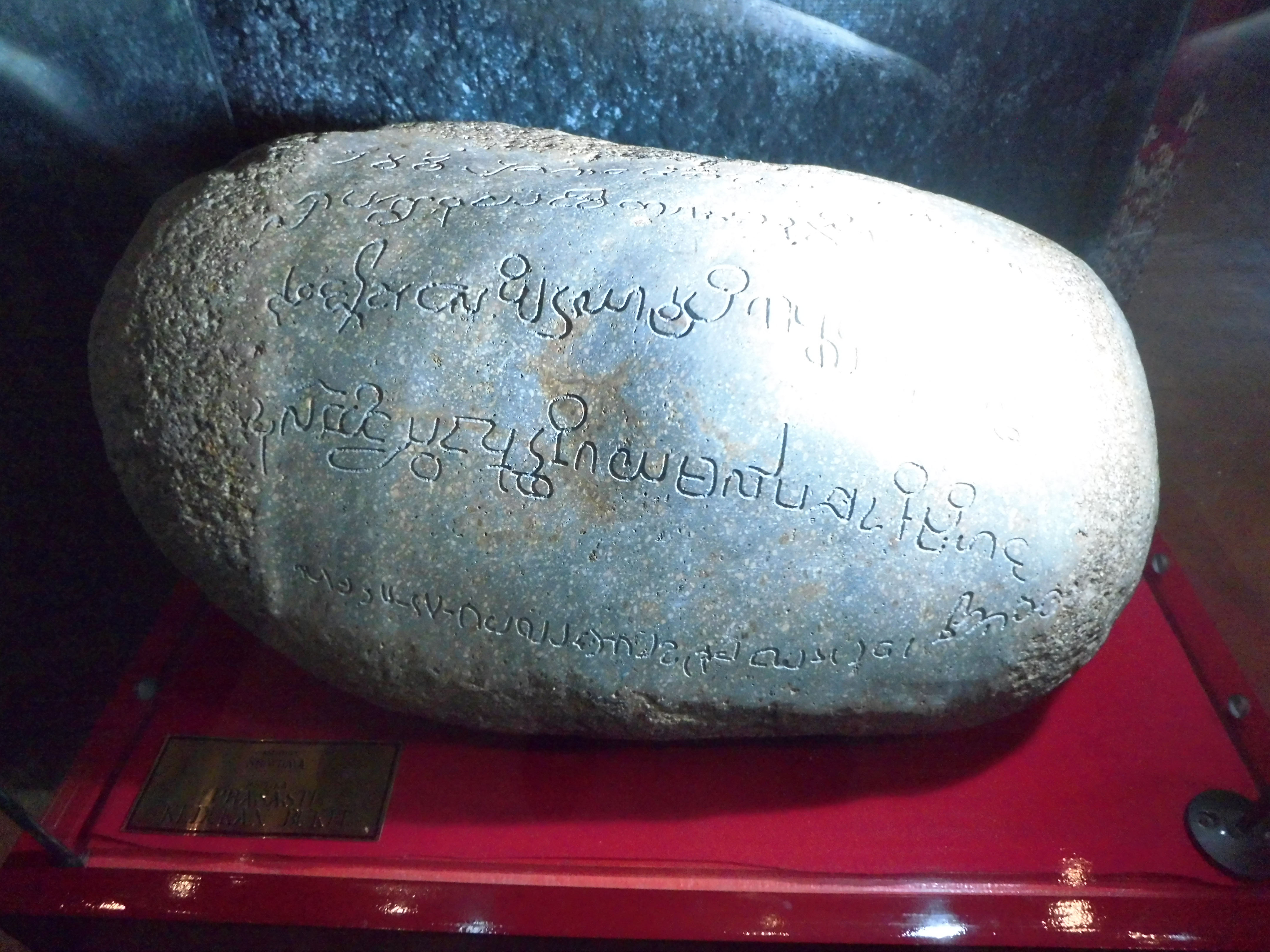
L'inscription de Kedukan Bukit

Les plus anciens documents écrits trouvés à Sumatra sont des inscriptions en vieux-malais. Une inscription datée de 683 apr. J.-C., dite de Kedukan Bukit dans l'île de Bangka à côté de Sumatra, proclame que le souverain de Sriwijaya, à la tête de 20 000 soldats, a embarqué à bord de 1 300 vaisseaux. Des textes arabes et chinois confirment que Sriwijaya est un État puissant qui contrôle le détroit de Malacca, à l'époque déjà une importante voie maritime internationale. La cité-État de Sriwijaya se trouvait à l'emplacement de l'actuelle Palembang. Ses souverains observaient le culte du bouddhisme mahâyâna (Grand Véhicule).
Barus sur la côte nord-ouest de Sumatra est un port connu depuis longtemps comme un lieu d'où provenaient le camphre et le benjoin. La présence d'un évêché chrétien de rite nestorien y est attestée dès le VIIe siècle, celle d'une ligue de marchands tamouls au XIe siècle.
Une expédition menée en 1275 par le roi Kertanegara de Singasari contre le royaume de Malayu, c'est-à-dire Jambi dans l'est de Sumatra, est mentionnée dans le Nagarakertagama, poème épique écrit en 1365 sous le règne du roi Hayam Wuruk (1350-1389) de Majapahit dans l'est de l'île de Java. Une statue trouvée dans le centre de Sumatra porte une inscription datée de 1286 qui précise que cette statue est un présent de Kertanegara au « peuple de Malayu et son roi ».

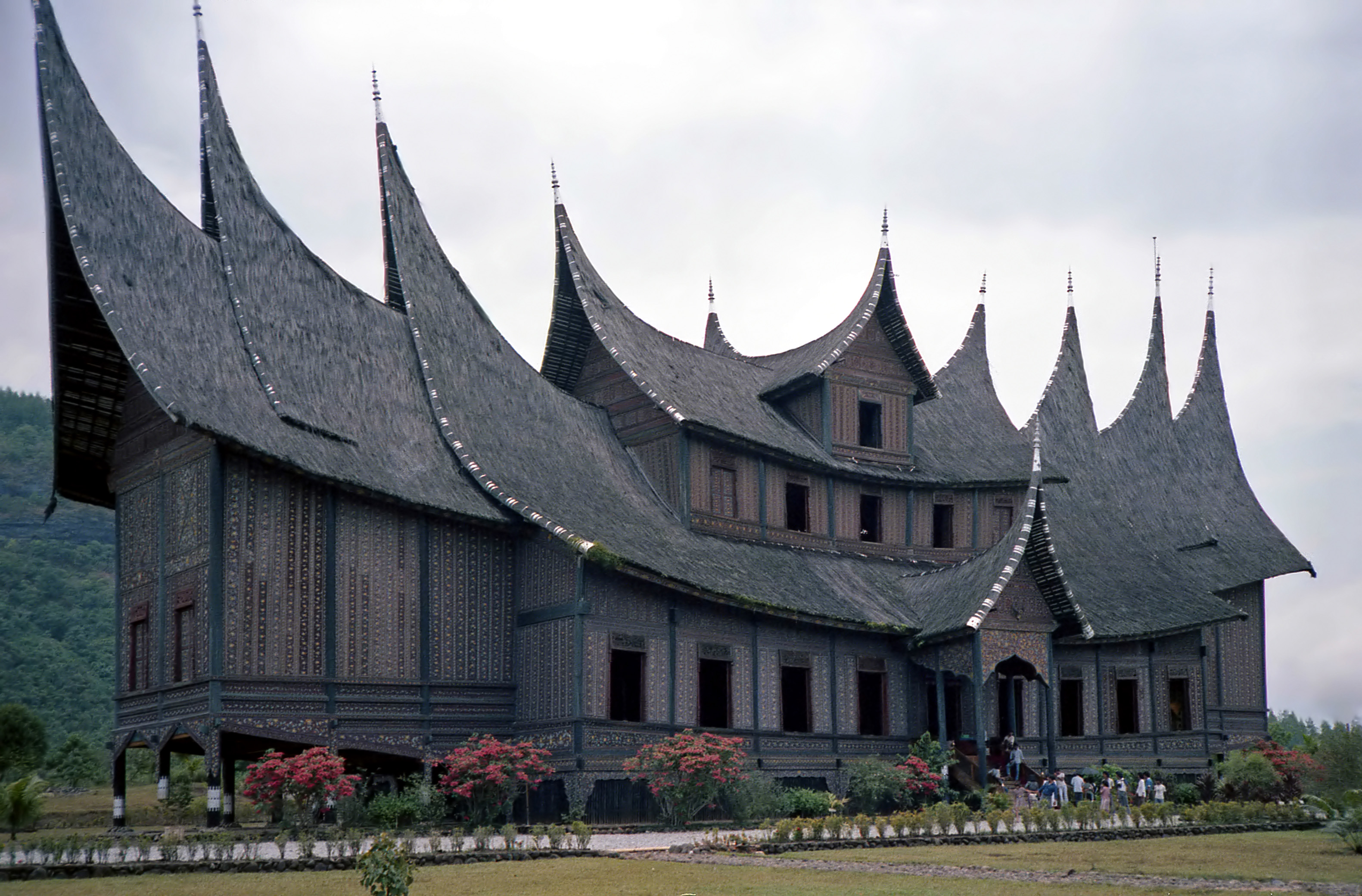
Reconstitution du palais de Pagaruyung, ancienne capitale du royaume des Minangkabau

En 1282, le roi de Samudra, situé dans l'actuel Aceh, envoie en Chine deux émissaires portant des noms arabes. Dans son voyage de retour de la cour de Kubilai Khan à Venise en 1292, Marco Polo fait escale à Perlak, voisin de Samudra, et note que le souverain de ce port est musulman, ce qui n'est pas le cas de « Basma » et « Samara ». On[Qui ?] a essayé d'identifier, sans certitude, Samara à Samudra et Basma à Pasai, une autre principauté voisine. Barus et Samudra sont mentionnés dans liste des quelque cent « contrées tributaires » de Majapahit énumérée dans le Nagarakertagama.
Le voyageur marocain Ibn Battuta fait escale à Samudra à l'aller et au retour de son voyage en Chine en 1345-1346. Il note que le souverain est musulman de l'école shafi'ite. Adityawarman (1356-1375), un protégé de Majapahit, introduit le système de gouvernement royal en pays Minangkabau (situé dans l'actuelle Sumatra occidental). Selon la tradition, peu avant 1400, Parameswra, un prince de Sriwijaya, fonde le port de Malacca sur la péninsule Malaise.
Deux pierres tombales musulmanes à Minye Tujuh en Aceh témoignent de la transition en train de s'opérer dans le pays. Toutes deux rédigées en malais, l'une est écrite dans un alphabet d'origine indienne qualifié de « proto-sumatranais », l'autre en arabe. Elles signalent le décès d'une fille du sultan Malik al Zahir. Les deux inscriptions portent une date en ère Saka et en ère de l'Hégire, mais diffèrent d'une dizaine d'années, l'une mentionnant l'équivalent de 1380 apr. J.-C. et l'autre, 1389.
Les souverains de Malacca se convertissent bientôt à l'islam. Le grand amiral chinois Zheng He, qui mènera sept expéditions vers l'Inde, le Moyen-Orient et l'Afrique de l'Est entre 1405 et 1433, musulman, fait plusieurs fois escale à Malacca.

### Essor des royaumes musulmans et arrivée des Européens

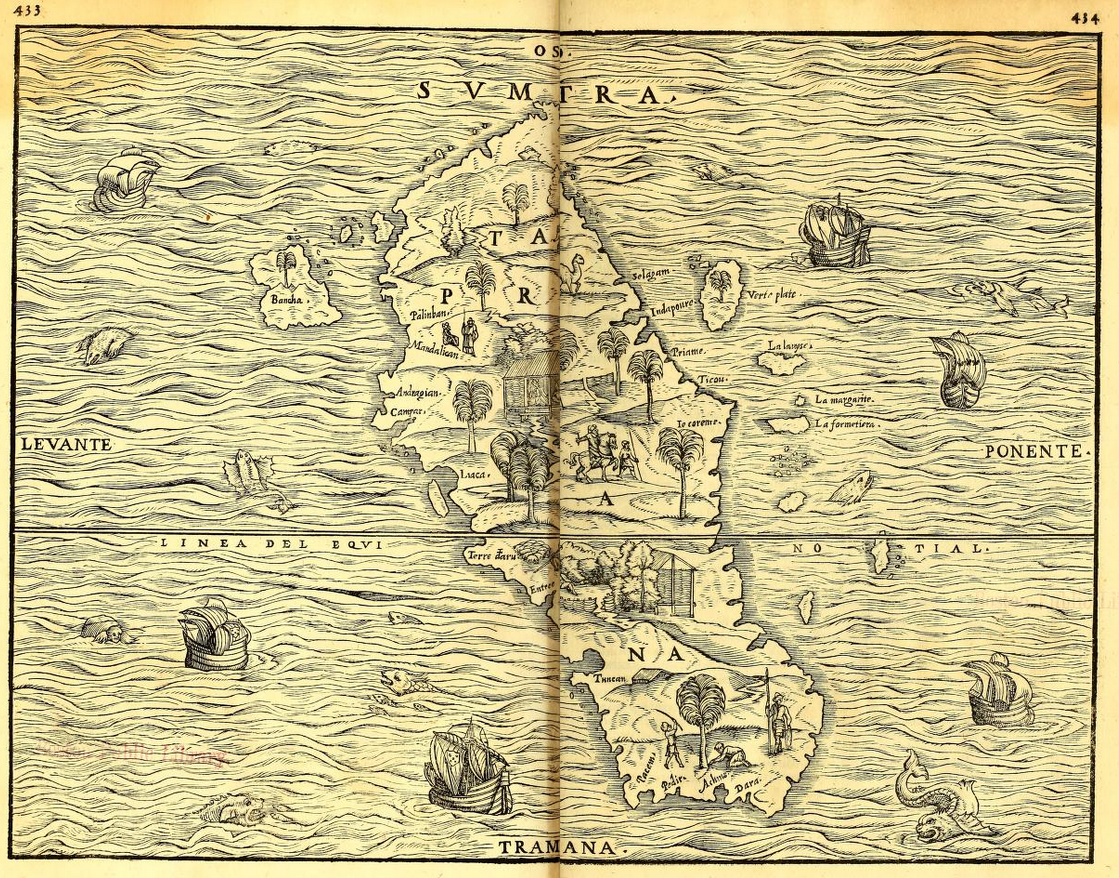
Carte de 1565 de Sumatra, également appelée « Taprobana », tirée de l'ouvrage de Giovanni Battista Ramusio Delle Navigationi et Viaggi

En 1511, une flotte portugaise, partie de Goa en Inde sous le commandement du vice-roi Afonso de Albuquerque, s'empare de Malacca, qui était devenu le plus grand port d'Asie du Sud-Est, en quelque sorte un précurseur de l'actuelle Singapour. Le Sultan Mahmud se réfugie dans l'île de Bintan, puis fonde une nouvelle capitale à Johor à la pointe sud de la péninsule Malaise.
La prospérité de Malacca reposait sur un réseau commercial dans lequel les Portugais n'arrivent pas à s'intégrer. Malacca périclite rapidement.
Vers 1780, les mines sont épuisées. L'importance grandissante de nouvelles sources de profit comme le café, le sel, les textiles, se traduit par l'essor de la région des hautes terres, notamment le pays d'Agam, qui commerce avec les Anglais basés dans leur comptoir de Penang, fondé en 1786, et les Américains.
Cette nouvelle économie permet aux riches marchands d'Agam de faire le hajj, le pèlerinage de La Mecque. Ces marchands cherchent dans la loi islamique la protection nécessaire à leur commerce, leurs biens, leurs personnes. La conquête de La Mecque en 1803 par les Wahabites puritains inspirent un groupe de pèlerins. À leur retour, ces Padri (« gens de Pedir », du nom du port d'Aceh d'où les pèlerins embarquaient pour La Mecque) entreprennent d'imposer par la violence une réforme de la société minangkabau. Ils dénoncent le jeu et les combats de coqs, la consommation d'opium et d'alcool, le tabac et le bétel, et enfin les traditions matrilinéaires. En 1815, la famille royale de Tanah Datar, qui résistait au mouvement, est massacrée. La noblesse minangkabau demande l'aide des Hollandais. Ceux-ci attaquent les Padri, dirigés par Imam Bonjol, en 1821. La guerre des Padri ne prendra fin qu'en 1838 avec la capture d'Imam Bonjol.

### Période coloniale
En 1820, le sultanat d'Aceh à la pointe nord de Sumatra produit plus de la moitié du poivre mondial. Européens et Américains profitent de la concurrence que se livrent les différents princes qui leur vendent ce poivre. Un de ces princes, Tuanku Ibrahim, émerge comme le plus puissant d'entre eux. En 1854, il lance une expédition et soumet les sultanats de Langkat, Deli (l'actuelle Medan) et Serdang, menaçant les Hollandais, qui occupent déjà le reste de Sumatra.
Le traité de Londres de 1824, signé entre les Anglais et les Hollandais, accorde à ces derniers le contrôle des territoires revendiqués par les Européens au sud de Singapour. Sumatra est ainsi séparée de la péninsule malaise, à laquelle elle était liée.
En 1871, les Hollandais signent avec les Anglais le Traité de Sumatra. Les Hollandais cèdent leurs possessions en Afrique de l'Ouest aux Anglais. En échange, ils ont les mains libres pour Aceh. En 1873, le consul américain à Singapour rencontre un émissaire d'Aceh pour discuter d'un traité entre les deux pays. Les Hollandais décident d'attaquer Aceh. Commence une longue guerre. Le sultan Muhammad Daud Shah se rend en 1903, mais les ulama (oulémas), chefs religieux, poursuivent la résistance. Les Indes néerlandaises ont atteint leur forme définitive en 1908.

### Occupation japonaise
Lors de la Seconde Guerre mondiale, après l'invasion japonaise de février 1942, le quartier général impérial implanta plusieurs dizaines de camps de prisonniers à Sumatra dont les déplorables conditions de détention ont été décrites dans de nombreux mémoires comme ceux de Helen Coljin et Betty Jeffrey ainsi que dans le film appelé La route du paradis.

### Séismes
Sumatra se situant dans une forte zone à risque sismique, l'île étant situé entre deux plaques tectoniques (indienne et asiatique), il y a eu plusieurs séismes au large de Sumatra: 28 mars 2005, 12 septembre 2007, 30 septembre 2009 et surtout le 26 décembre 2004 qui a engendré un tsunami d'une puissance dévastatrice inégalée, emportant avec lui plus de 250 000 personnes dans l'Océan Indien dont près de la moitié, 130 000 personnes environ, sont mortes sur les côtes de l'île de Sumatra, notamment à Banda Aceh. Il s'agit là de l'un des cataclysmes les plus importants auxquels Sumatra a dû faire face, l'intégralité de sa capitale économique ayant été rayée de la carte ainsi que toute sa façade maritime ouest, à l'époque impraticable et complètement détruite.
Il y a eu enfin le tremblement de terre du 11 avril 2012.
En fin décembre 2018, sur les côtes du Lampung, voir Tsunami de 2018 dans le détroit de la Sonde.

## Biodiversité
La flore et la faune de Sumatra sont riches et variées, et de nombreuses espèces en sont endémiques. Plusieurs dizaines d'espèces, découvertes ou décrites à Sumatra, ont reçu l'épithète spécifique sumatranus, sumatrana ou sumatranum. Sumatranus est par ailleurs un genre de serpents, de la famille des Homalopsidae.

### Flore
Il existe une très grande variété de plantes à Sumatra, dont le pin de Sumatra, Rafflesia arnoldii (la fleur la plus grande du monde), l'arum titan (la plus haute et la plus grande fleur inflorescente du monde), ainsi que des plantes carnivores et plus particulièrement des Nepenthes. On y trouve également de nombreuses espèces d'orchidées, comme les Paphiopedilum ou les Phalaenopsis.

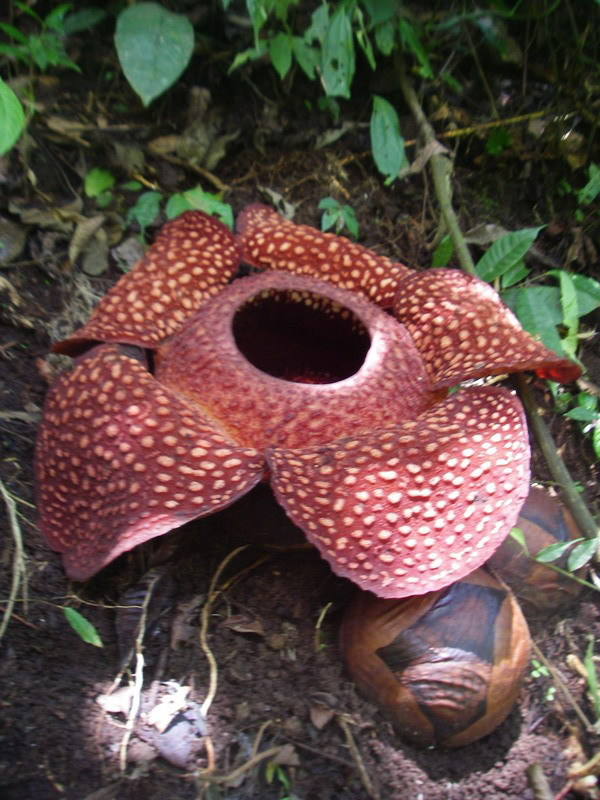
Rafflesia arnoldii.
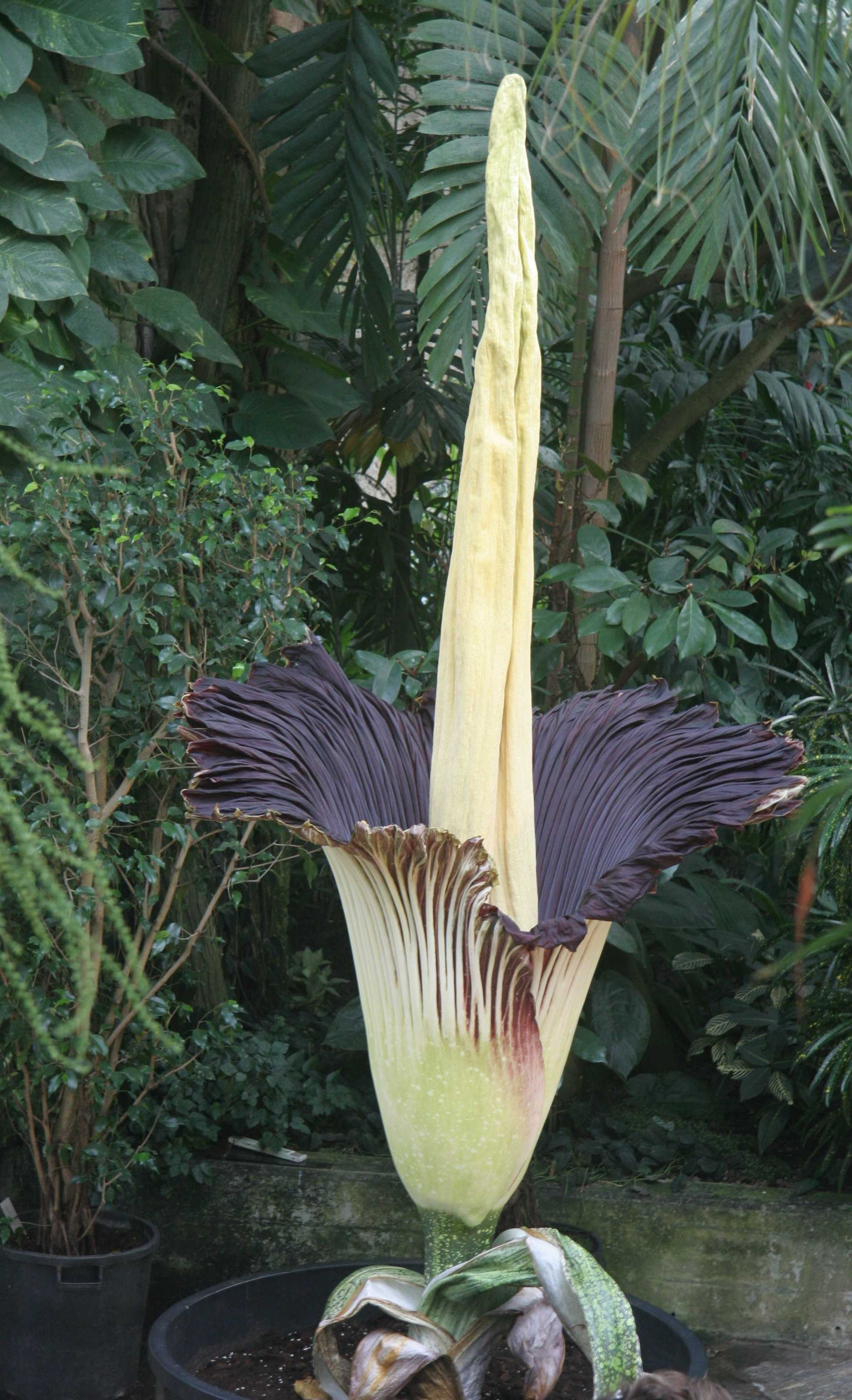
Arum titan.

### Faune
L'île abrite 201 espèces de mammifères, dont nombre sont endémiques, comme le lapin de Sumatra. Parmi celles-ci, deux grands félins : le tigre de Sumatra (la plus petite des sous-espèces du tigre) et la panthère nébuleuse de Sumatra ; ainsi que des grands herbivores : le rhinocéros de Sumatra, l'éléphant de Sumatra et le tapir de Malaisie. On y trouve également des ours malais et des petits félins comme le chat de Temminck et le chat marbré.

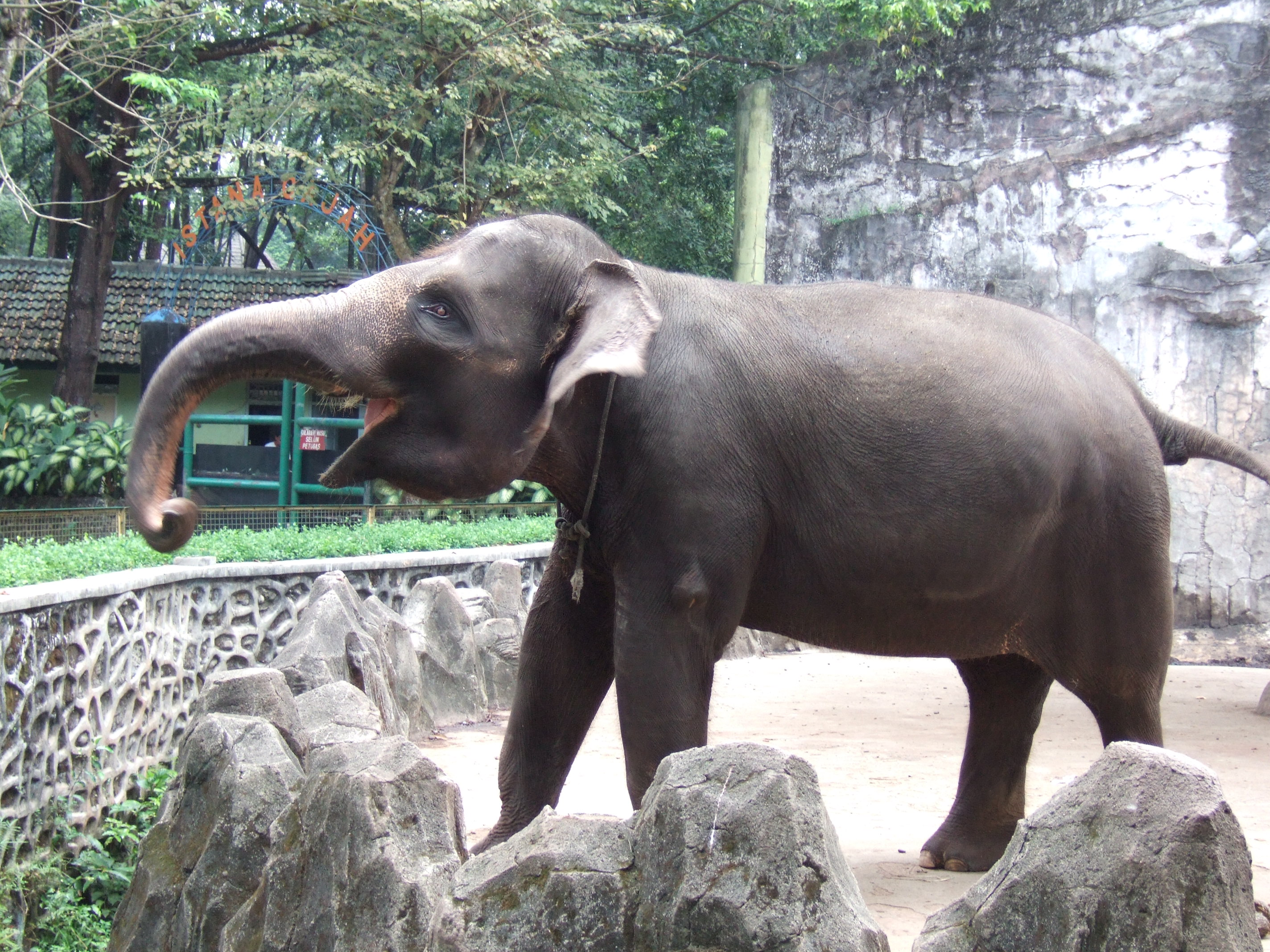
Éléphant de Sumatra.
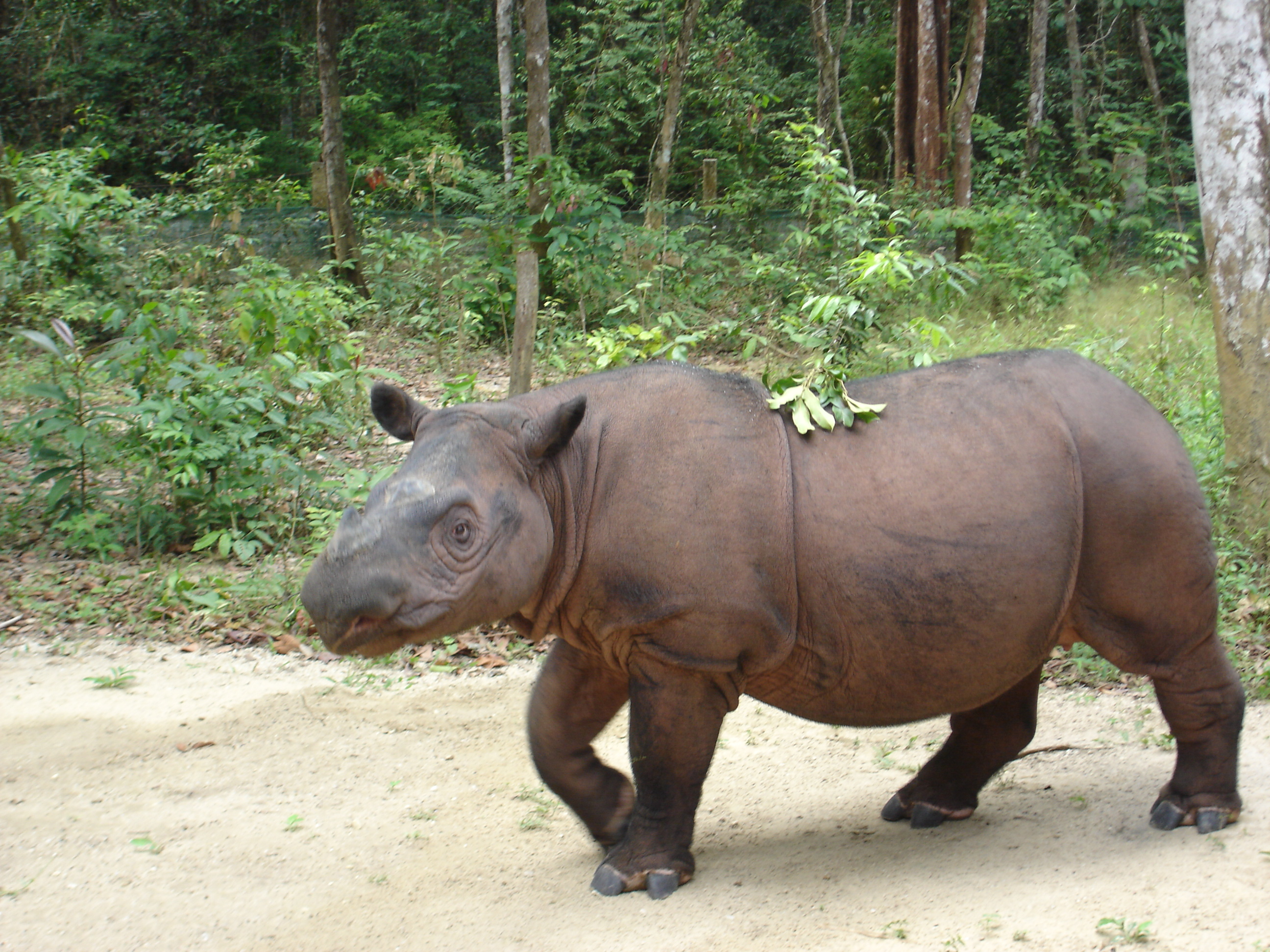
Rhinocéros de Sumatra.
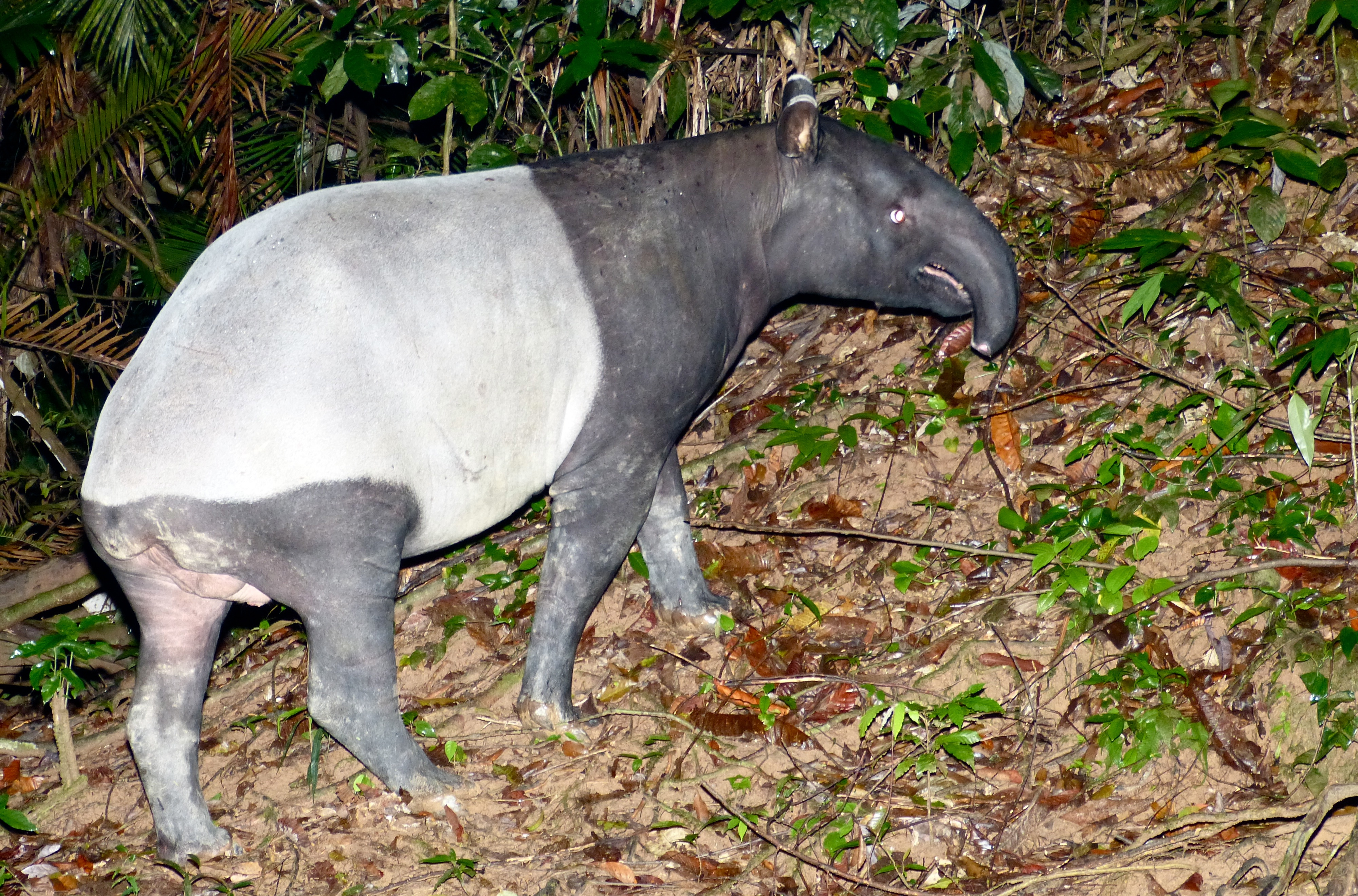
Tapir de Malaisie.
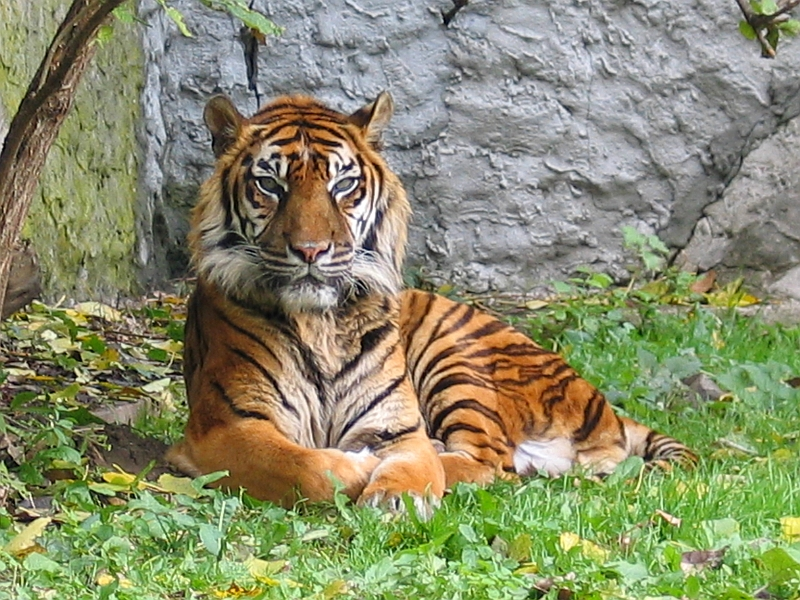
Tigre de Sumatra.
Panthère nébuleuse des îles de la Sonde.
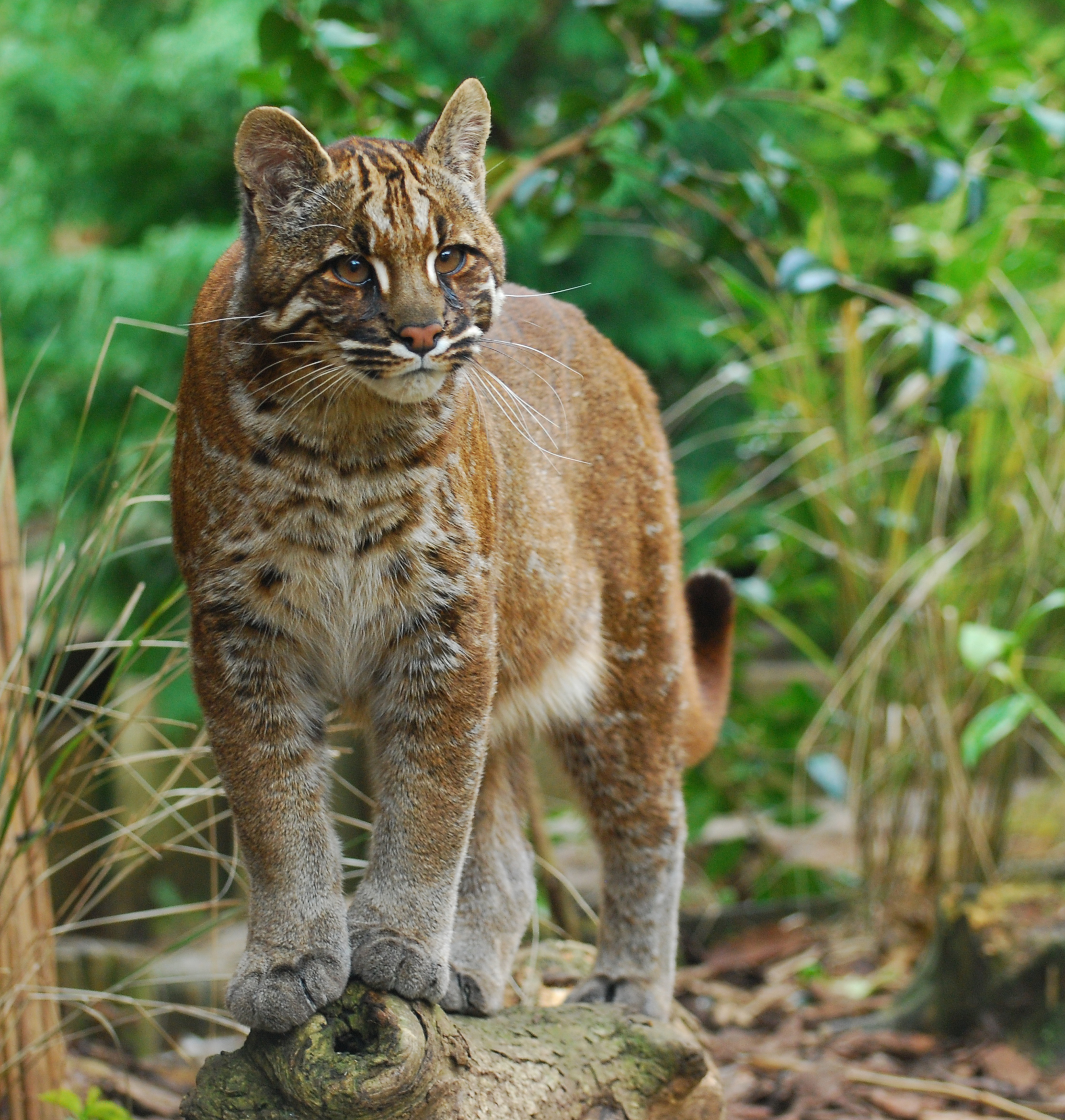
Chat de Temminck.
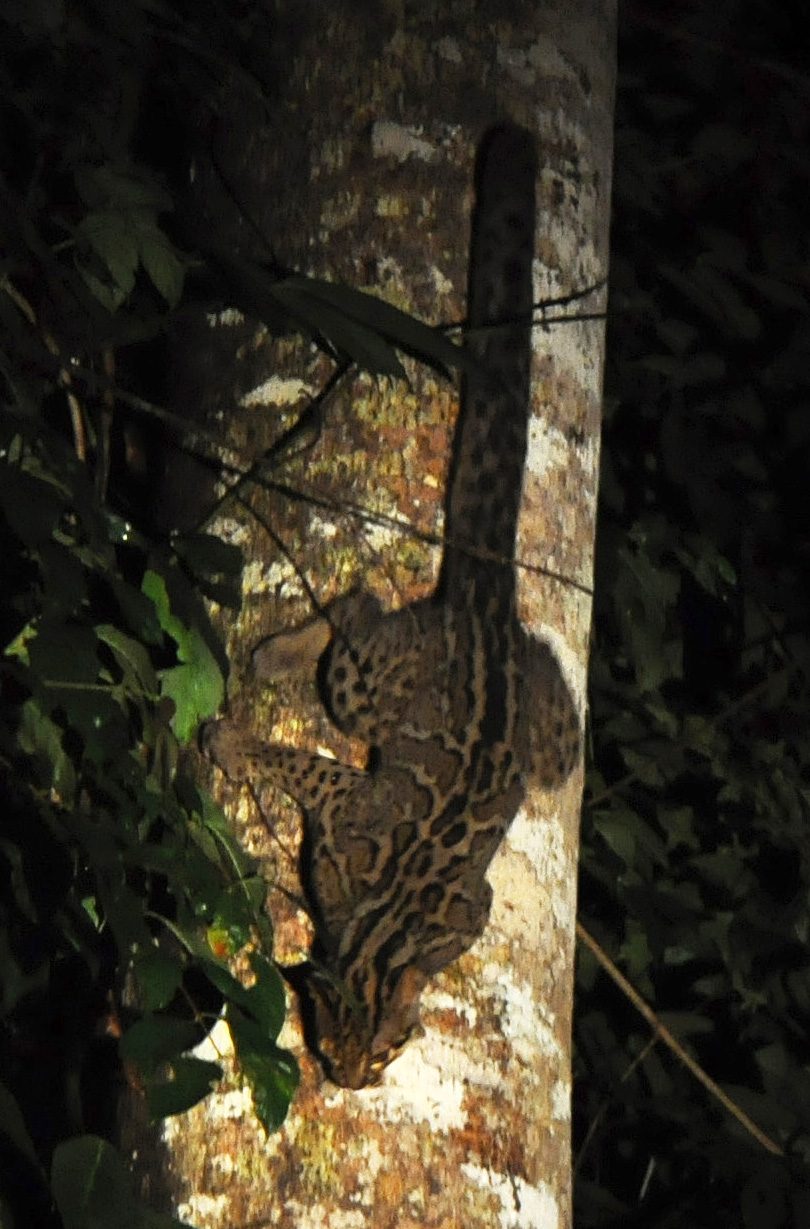
Chat marbré.
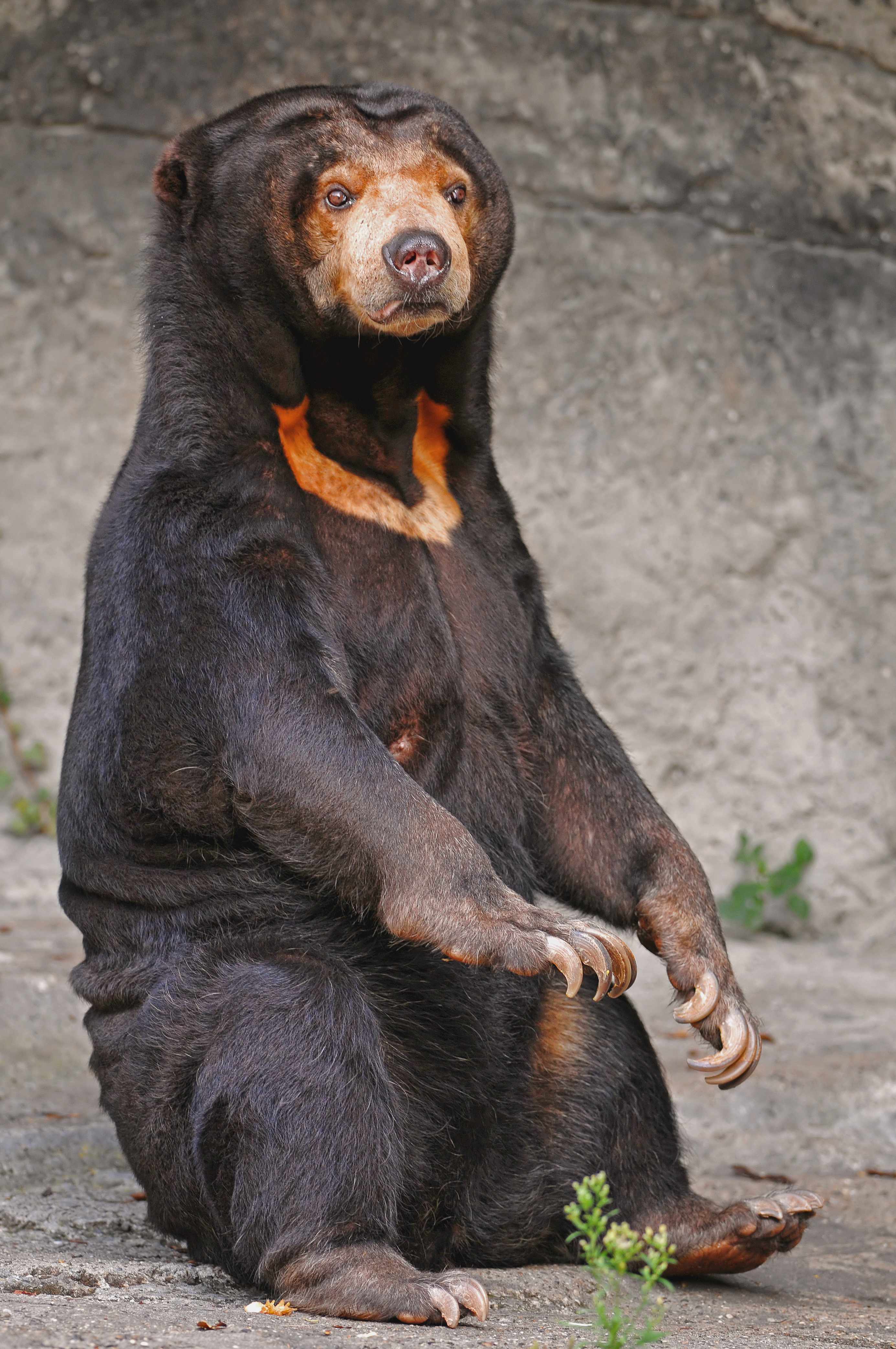
Ours malais.

Sumatra est aussi connue pour abriter plusieurs espèces de grands singes : dont les orangs-outans de Sumatra et de Tapanuli qui sont endémiques de l'île, ainsi que trois espèces de gibbons : gibbon agile, gibbon à mains blanches et siamang. 

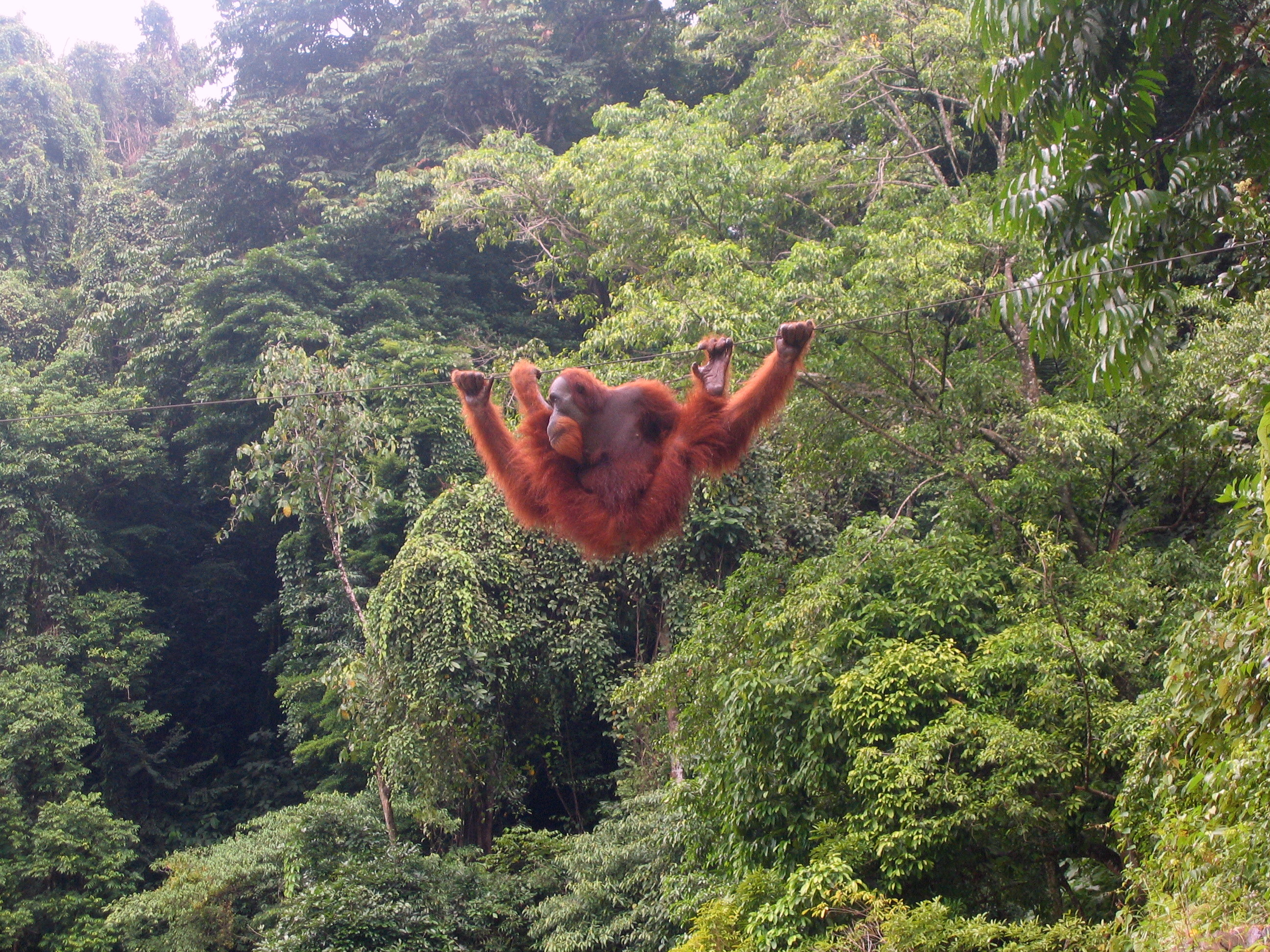
Orang-outan de Sumatra.
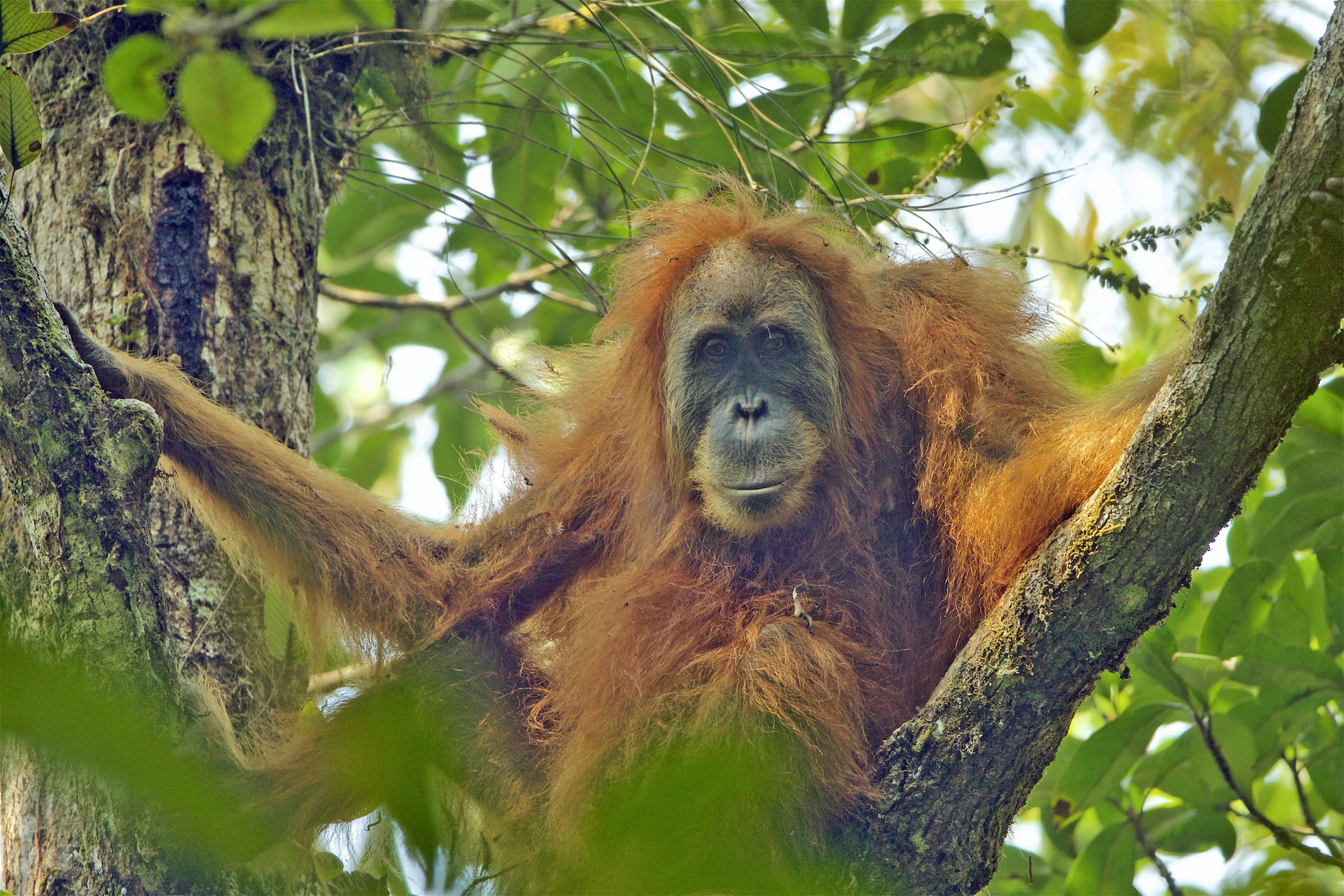
Orang-outan de Tapanuli.
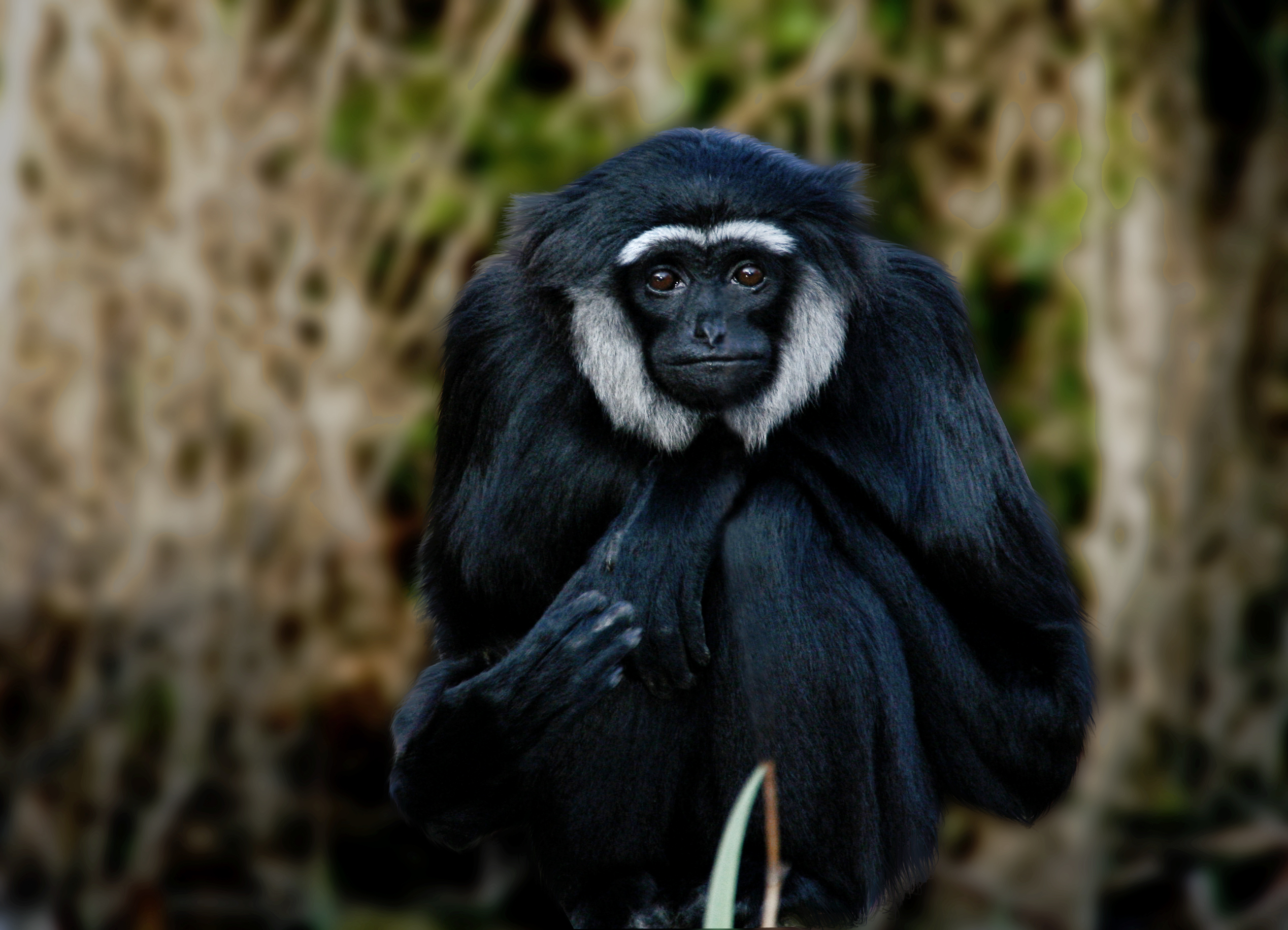
Gibbon agile.
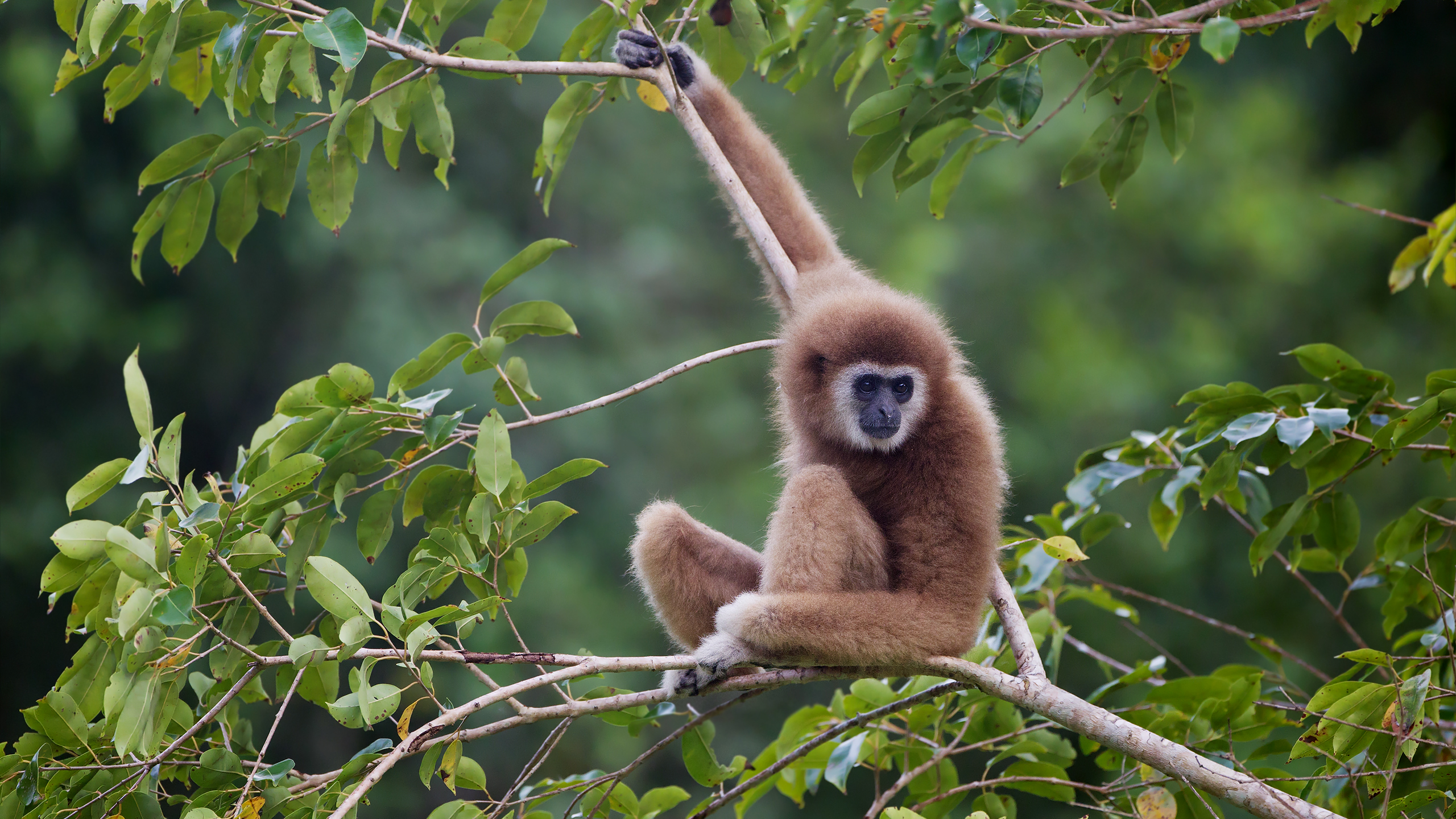
Gibbon à mains blanches.
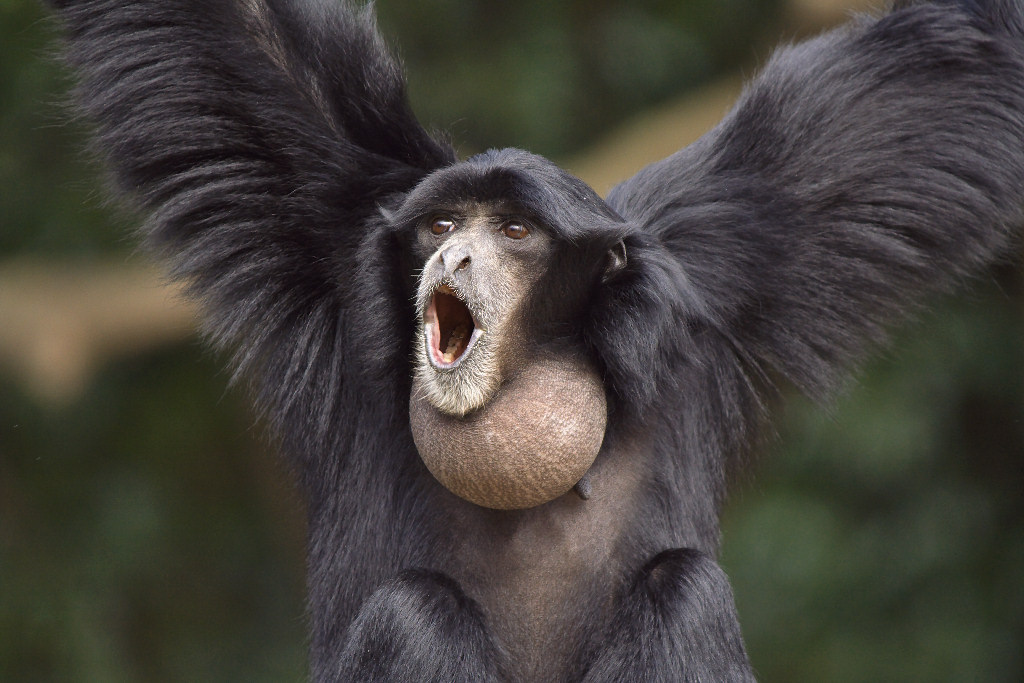
Siamang.

Elle abrite une très grande diversité d'oiseaux, environ 580 espèces, dont le calobate de Sumatra, le pigeon argenté, le faisan de Salvadori, l'éperonnier à queue bronzée, le podarge à tête grise, le martin-pêcheur aigue-marine et la frégate d'Andrews.

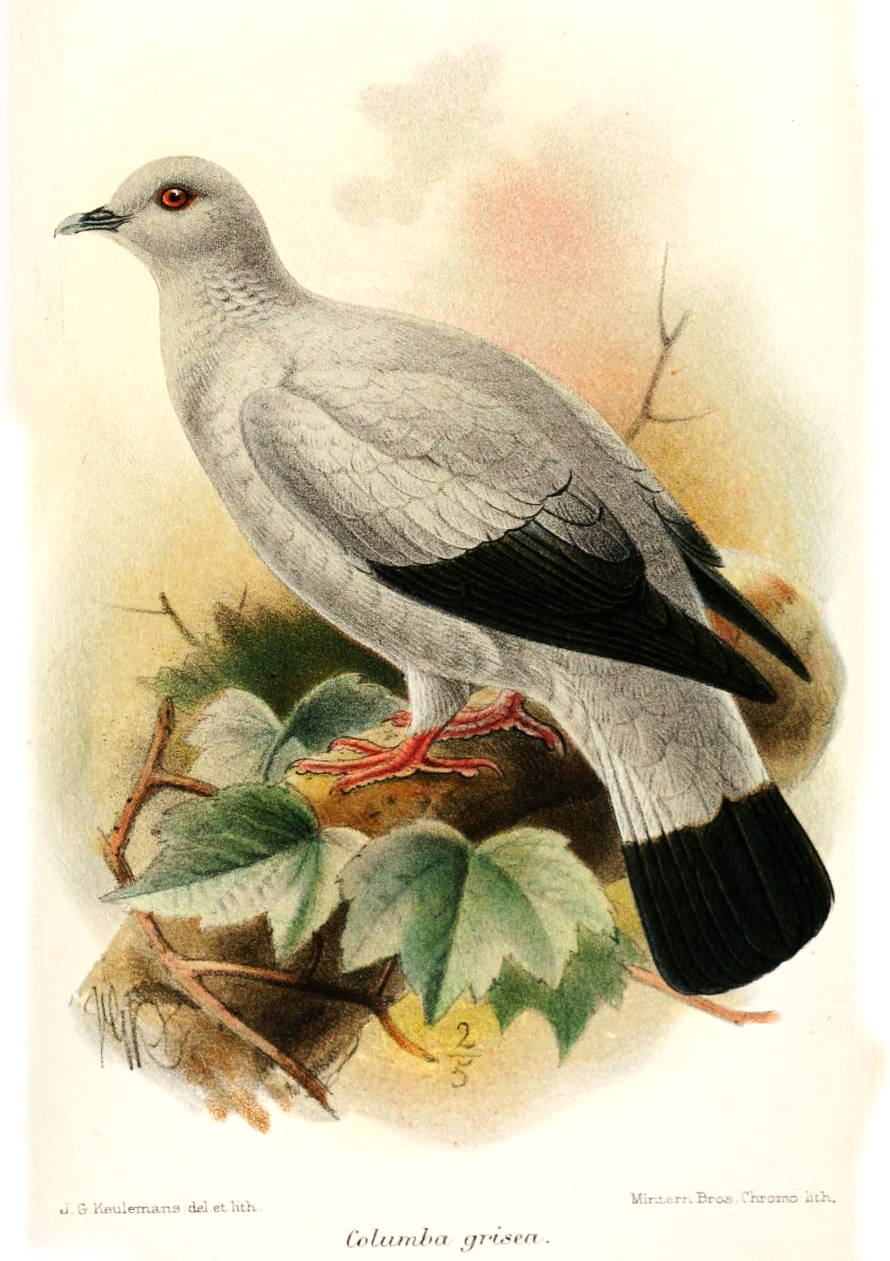
Pigeon argenté.
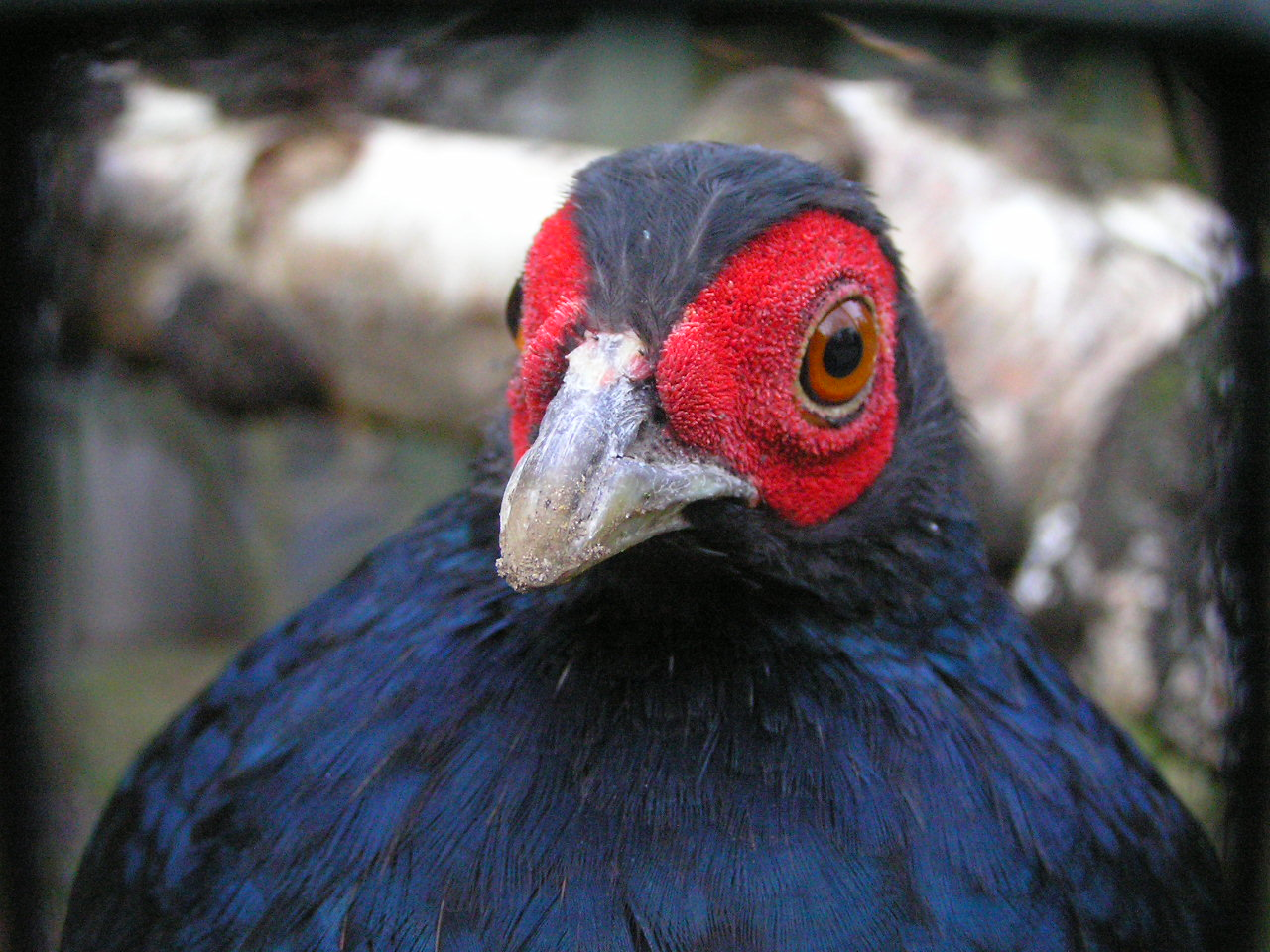
Faisan de Salvadori.
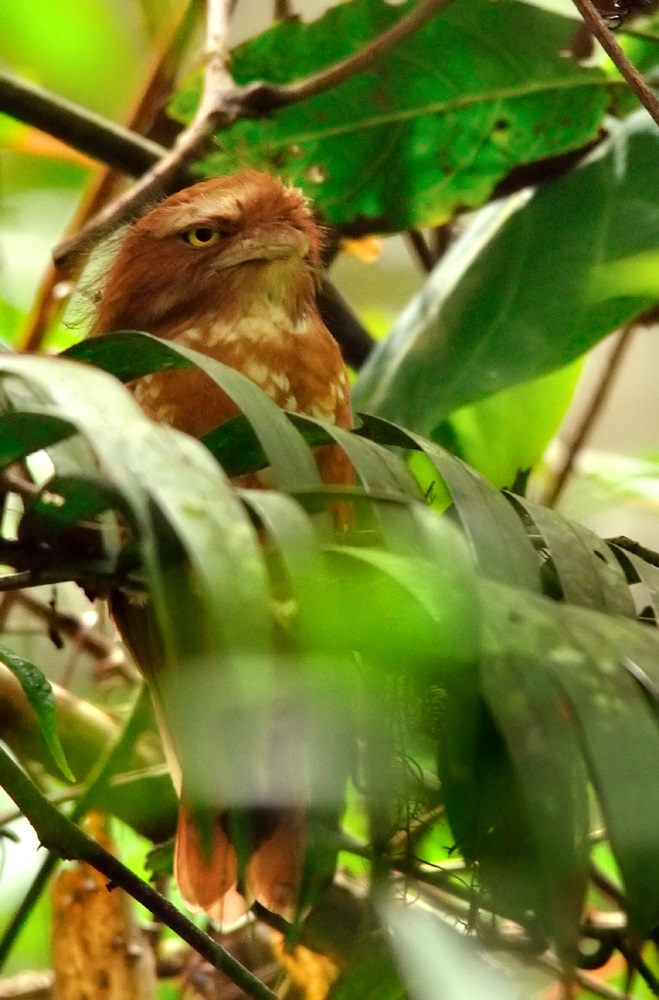
Podarge à tête grise.
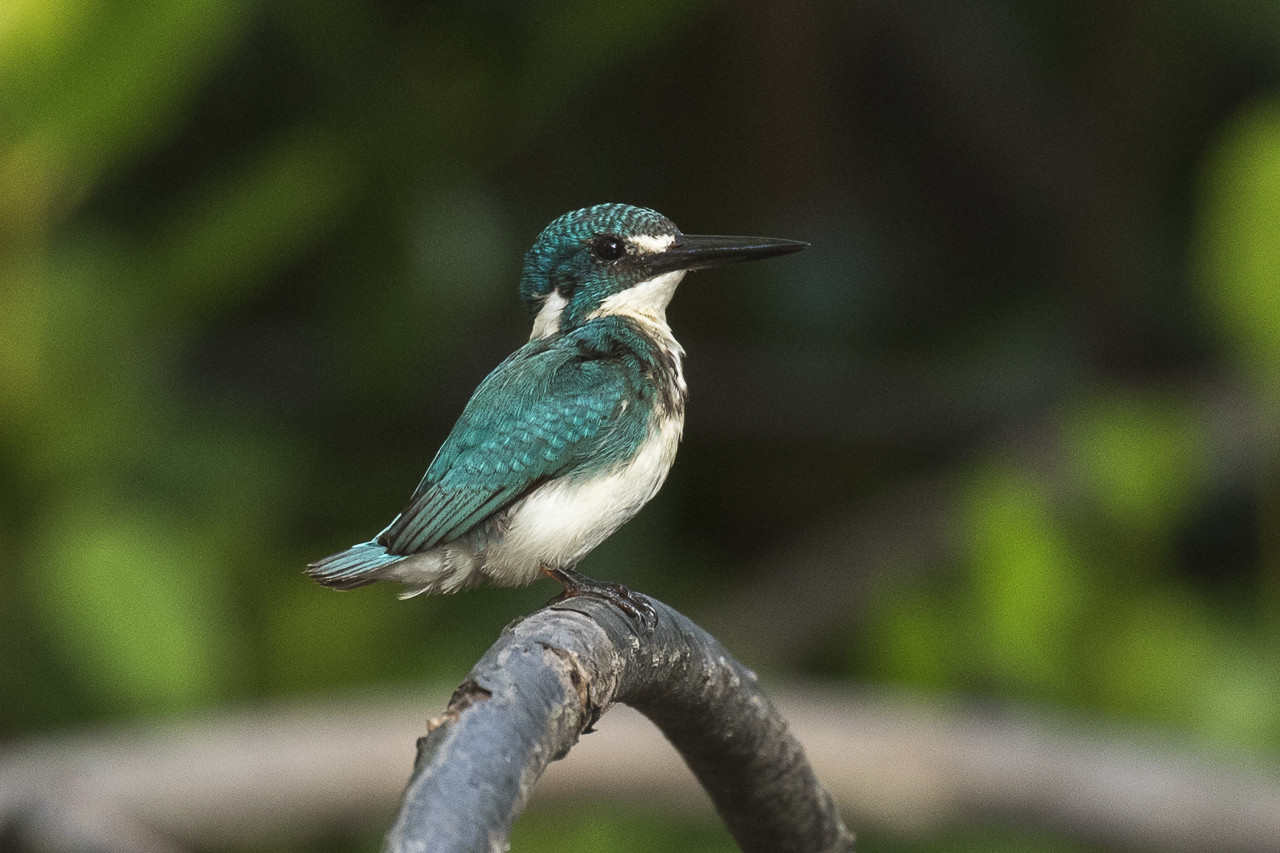
Martin-pêcheur aigue-marine.
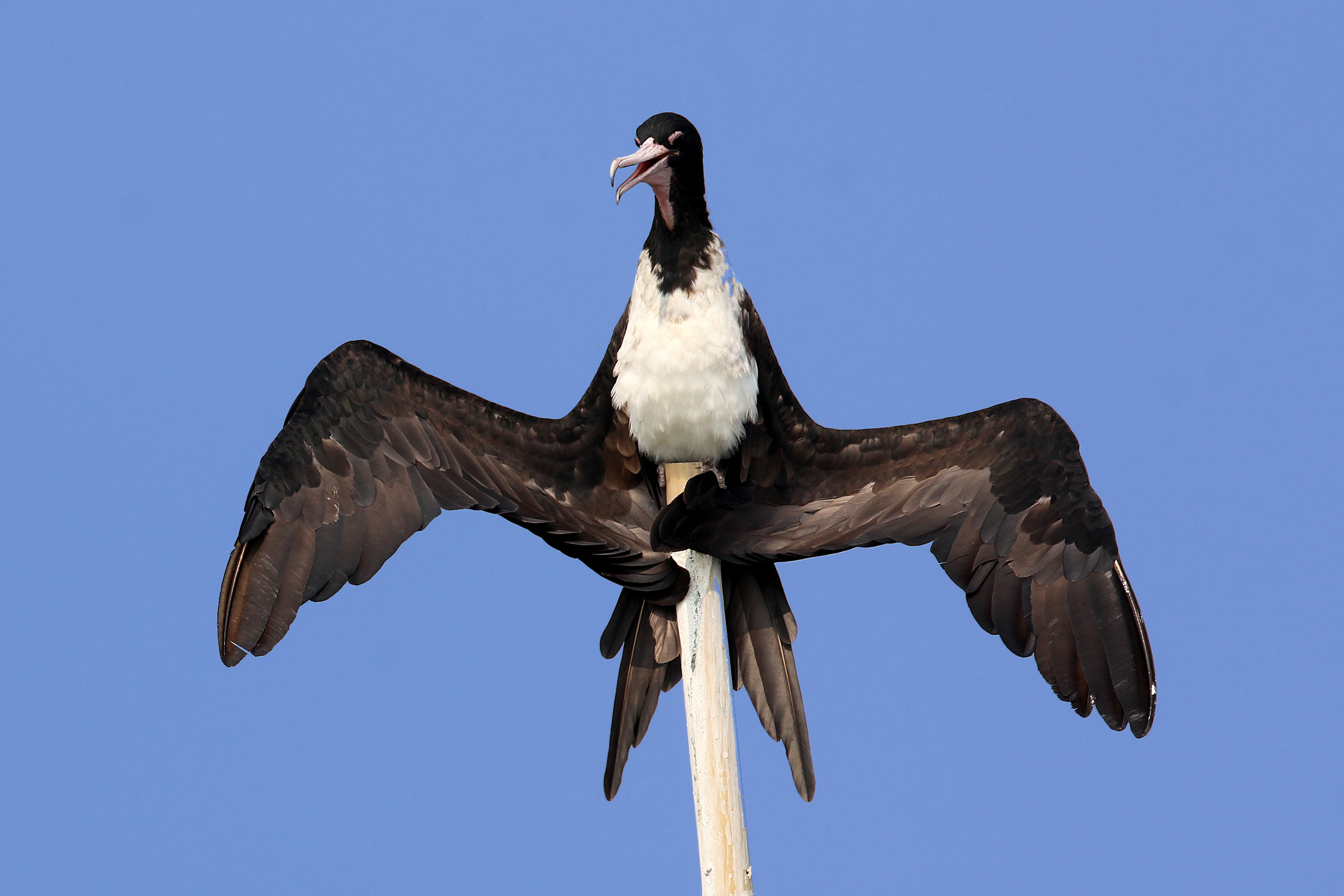
Frégate d'Andrews.

L'île est de plus habitée par de très nombreuses espèces de reptiles, dont le crocodile marin et le faux-gavial de Malaisie.
Parmi les poissons d'eau douce, on trouve le scléropage d'Asie.

### Menaces
Les risques majeurs pour les forêts de Sumatra sont leur exploitation pour l'industrie du papier et le développement des grandes plantations de palmiers à huile. D’ailleurs chaque année, des incendies d’origine criminelle réduisent en cendres des pans entiers de jungle. Ces incendies géants brûlent forêt tropicale et tourbières. Les émissions de CO2 ne sont pas sans conséquences, participant largement au réchauffement climatique. Les fumées causent des problèmes de santé graves jusqu’en Malaisie, à Singapour ou encore en Thaïlande. En 2015, pendant 5 mois, des incendies géants ont consumé des milliers de kilomètres carrés de forêts, un épais smog enveloppait l'île, les fumées étaient même visibles depuis l’espace. Les incendies d'Indonésie de 2015 résultent de la culture sur brûlis utilisée pour la production d'huile de palme, dont l'Indonésie est le plus grand producteur mondial.
L'île abrite plus de dix parcs nationaux, dont le parc national de Gunung Leuser, le parc national de Kerinci Seblat et le parc national de Bukit Barisan Selatan.

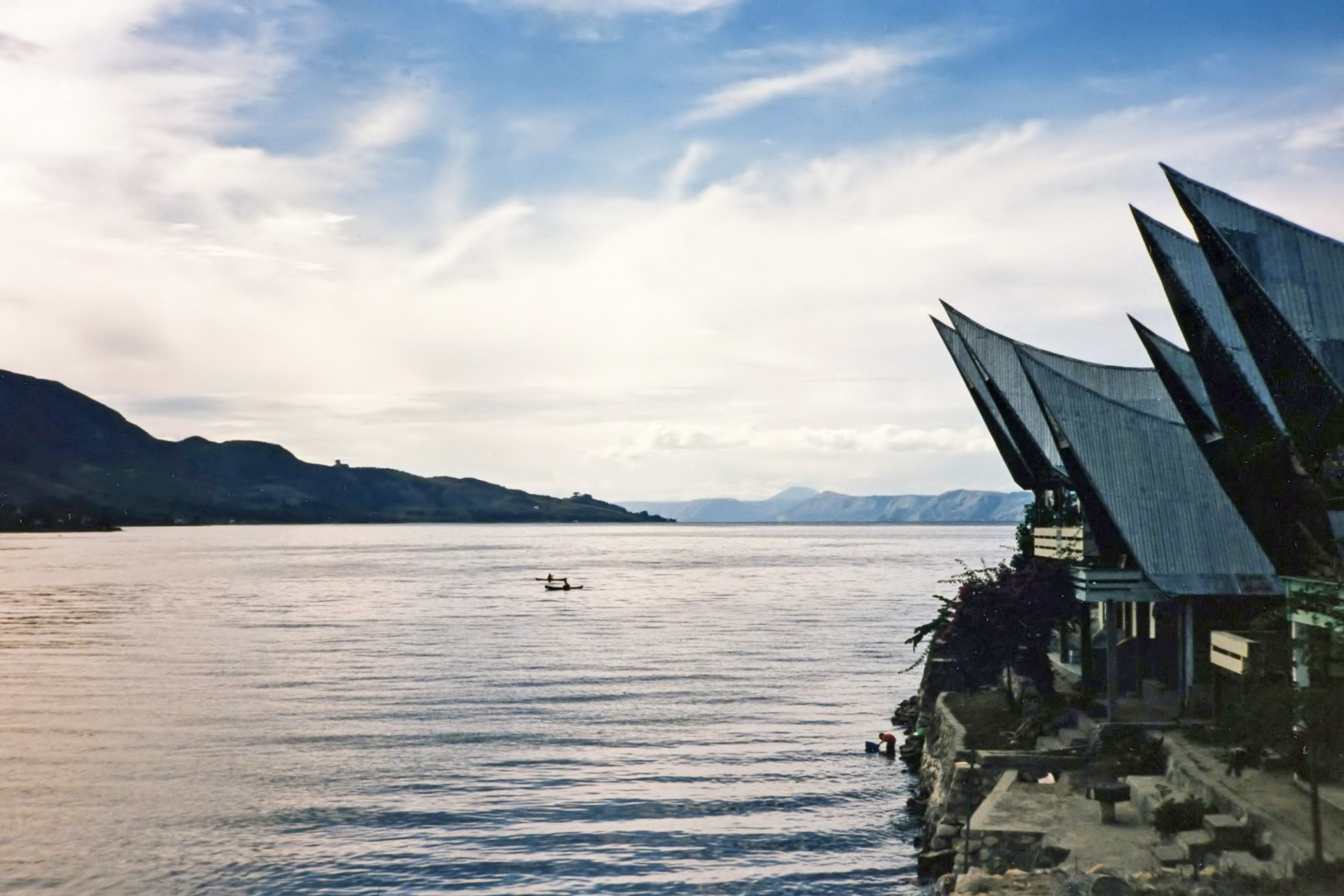
Le lac Toba dans le nord.

Chaque année, lors de la saison sèche, d’immenses incendies sont allumés volontairement par les entreprises de culture de l’huile de palme afin de planter des palmiers à huile.

## Tourisme
Comme ailleurs en Indonésie, de nombreuses régions de Sumatra se caractérisent par la beauté de leurs paysages, l'agrément de leur climat, l'originalité de leurs cultures.

## Population et société

### Langues
Il existe 49 langues parlées à Sumatra :
| Langue           | Nombre de locuteurs                                   | Région                                        | Groupe      |
| ---------------- | ----------------------------------------------------- | --------------------------------------------- | ----------- |
| Abung            | 700 000                                               | Nord de Lampung                               | Lampungique |
| Aceh             | 3 000 000                                             | Aceh                                          | Malaïque    |
| Batak Alas-Kluet | 80 000                                                | Tapaktuan et Kutacane                         | Sumatrien   |
| Batak Angkola    | 750 000                                               | Sipirok                                       | Sumatrien   |
| Batak Dairi      | 1 200 000                                             | Sud-ouest du lac Toba                         | Sumatrien   |
| Batak Karo       | 600 000                                               | Ouest et nord-ouest du lac Toba               | Sumatrien   |
| Batak Mandailing | 400 000                                               |                                               | Sumatrien   |
| Batak Simalungun | 1 200 000                                             | nord-est du lac Toba                          | Sumatrien   |
| Batak Toba       | 2 000 000                                             | Samosir, est, sud et ouest du lac Toba        | Sumatrien   |
| Bengkulu         | 55 000                                                | Bengkulu                                      | Malaïque    |
| Enggano          | 700 (2000)                                            | Enggano                                       | Sumatrien   |
| Enim             | 70 000                                                | Muaraenim Lahat                               | Malaïque    |
| Gayo             | 180 000                                               | Takengon, Genteng et Lokon                    | Gayo        |
| Kaur             | 20 000                                                | Sud-est de Bengkulu                           | Malaïque    |
| Kayu Agung       | 45 000                                                | Sud de Sumatra                                | Lampungique |
| Kerinci          | 300 000                                               | Ouest de Jambi                                | Malaïque    |
| Komering         | 700 000                                               | Sud-est de Sumata                             | Lampungique |
| Krui             | 31 687                                                | Sud-est de Benkulu                            | Lampungique |
| Kubu             | 10 000                                                | Jambi, Riau, marais de l’est de Sumatra       | Malaïque    |
| Lampung          | 1 500 000                                             | Lampung                                       | Lampungique |
| Lematang         | 150 000                                               | Sud de Sumatra                                | Malaïque    |
| Lembak           | 50 000                                                | Sud-est de Sumatra                            | Malaïque    |
| Lintang          | 70 000                                                | Sud de Sumatra                                | Malaïque    |
| Lom              | 2 à 10 (2000)                                         | Nord-est de Bangka                            | Malaïque    |
| Loncong          | 424 (2000)                                            | Côte orientale de Sumatra, Bangka et Belitung | Malaïque    |
| Lubu             | 30 000                                                | Est de Sumatra                                | Malaïque    |
| Malais           | 2 000 000 à Riau, 40 000 à Bangka, 170 000 à Belitung |                                               | Malaïque    |
| Malais de Jambi  | 890 000                                               | Sud-est de Sumatra                            | Malaïque    |
| Mentawai         | 50 000                                                | Îles Mentawai                                 | Sumatrien   |
| Minangkabau      | 6 500 000                                             | Sumatra occidental                            | Malaïque    |
| Muko-Muko        | 30 000                                                | Sud de Sumatra                                | Malaïque    |
| Musi             | 403 000                                               | Sud-est de Sumatra                            | Malaïque    |
| Nias             | 480 000                                               | Nias et îles Batu                             | Sumatrien   |
| Ogan             | 300 000                                               | Sud-est de Sumatra                            | Malaïque    |
| Palembang        | 500 000                                               | Palembang                                     | Malaïque    |
| Pasemah          | 400 000                                               | Bukit Barisan centrales                       | Malaïque    |
| Pekal            | 30 000                                                | Sud de Sumatra                                | Malaïque    |
| Penesak          | 20 000                                                | Sud de Sumatra                                | Malaïque    |
| Pesisir du Sud   | 400 000                                               | Sud-est de Sumatra                            | Lampungique |
| Pubian           | 400 000                                               | Sud-est de Sumatra                            | Lampungique |
| Ranau            | 60 000                                                | Sud de Sumatra                                | Lampungique |
| Rawas            | 150 000                                               | Sud-est de Sumatra                            | Malaïque    |
| Rejang           | 1 000 000                                             | Nord-est de Bengkulu                          | Non classé  |
| Semendo          | 105 000                                               | Sud-est de Sumatra                            | Malaïque    |
| Serawai          | 225 000                                               | Sud-est de Bengkulu                           | Malaïque    |
| Sikule           | 20 000                                                | Simeulue                                      | Sumatrien   |
| Simeulue         | 100 000                                               | Simeulue, Babi, îles Banyak                   | Sumatrien   |
| Sindang Kelingi  | 50 000                                                | Sud de Sumatra                                | Malaïque    |
| Sungkai          | 6 363 (2000)                                          | Sud-est de Sumatra                            | Lampungique |

Sur le plan linguistique, le terme « sumatrien » est un groupe de la branche malayo-polynésienne des langues austronésiennes qui comprend :
- les langues du groupe batak,
- la langue enggano ;
- la langue mentawai ;
- la langue niha de l'île de Nias ;
- la langue simeulue.

Ces langues sont donc parlées, d'une part dans la partie occidentale de la province de Sumatra du Nord, d'autre part dans la chaîne d'îles qui s'étire au large de la côte ouest de Sumatra.
Les autres langues de Sumatra, tout en étant également des langues malayo-polynésiennes, appartiennent à d'autres groupes, dits :
- Gayo, langue du sud de la province d'Aceh qui forme un groupe à elle toute seule,
- Lampungique dans la province de Lampung et
- Malaïque, qui comprend notamment :
  - La langue aceh,
  - le cham parlé au Cambodge et au Viêtnam et
  - le malais.

### Religions
| Religion       | Population | %      |
| -------------- | ---------- | ------ |
| Islam          | 53 409 001 | 87,41% |
| Protestantisme | 5 592 010  | 9,15%  |
| Catholicisme   | 1 023 603  | 1,68%  |
| Bouddhisme     | 832 415    | 1,36%  |
| Hindouisme     | 193 917    | 0,32%  |
| Confucianisme  | 37 214     | 0,06%  |
| Autres         | 10 893     | 0,02%  |
| Total          | 61 099 053 | 100%   |